# 1993 SQ14
1993 SQ14 är en asteroid i huvudbältet som upptäcktes 22 september 1993 av den amerikanske astronomen Timothy B. Spahr vid Palomar-observatoriet.